# Grecia en los Juegos Paralímpicos de Pekín 2008
Grecia estuvo representada en los Juegos Paralímpicos de Pekín 2008 por un total de 67 deportistas, 52 hombres y 15 mujeres.

## Medallistas
El equipo paralímpico griego obtuvo las siguientes medallas:
| Nombre                  | Deporte                   | Evento                          |
| ----------------------- | ------------------------- | ------------------------------- |
| Oro                     |                           |                                 |
| Paschalis Stathelakos   | Atletismo                 | Peso F40 masculino              |
| Charalampos Taiganidis  | Natación                  | 100 m libre S13 masculino       |
| Charalampos Taiganidis  | Natación                  | 100 m espalda S13 masculino     |
| Christos Tampaxis       | Natación                  | 50 m espalda S1 masculino       |
| Georgios Kapellakis     | Natación                  | 50 m libre S2 masculino         |
| Plata                   |                           |                                 |
| Alexandra Dimoglou      | Atletismo                 | 400 m T13 femenino              |
| Anthi Karagianni        | Atletismo                 | Salto de longitud F13 femenino  |
| Grigorios Polychronidis | Bochas                    | Individual BC3 mixto            |
| Pavlos Mamalos          | Levantamiento de potencia | –82,5 kg masculino              |
| Charalampos Taiganidis  | Natación                  | 50 m libre S13 masculino        |
| Charalampos Taiganidis  | Natación                  | 100 m mariposa S13 masculino    |
| Charalampos Taiganidis  | Natación                  | 200 m estilos SM13 masculino    |
| Andreas Katsaros        | Natación                  | 50 m espalda S1 masculino       |
| Georgios Kapellakis     | Natación                  | 100 m libre S2 masculino        |
| Bronce                  |                           |                                 |
| Alexandra Dimoglou      | Atletismo                 | 100 m T13 femenino              |
| Alexandra Dimoglou      | Atletismo                 | 200 m T13 femenino              |
| Maria Stamatoula        | Atletismo                 | Peso F32-34/52/53 femenino      |
| Ioannis Protos          | Atletismo                 | 400 m T13 masculino             |
| Che Jon Fernandes       | Atletismo                 | Peso F53/54 masculino           |
| Anastasios Tsiou        | Atletismo                 | Peso F57/58 masculino           |
| Athanasios Barakas      | Atletismo                 | Salto de longitud F11 masculino |
| Georgios Kapellakis     | Natación                  | 50 m espalda S2 masculino       |
| Georgios Kapellakis     | Natación                  | 200 m libre S2 masculino        |
| Charalampos Taiganidis  | Natación                  | 400 m libre S13 masculino       |